# دیاتریزوئیک اسید
دیاتریزوئیک اسید (به انگلیسی: Diatrizoic acid) یا اوروگرافین یک ترکیب شیمیایی با شناسه پاب‌کم ۲۱۴۰ است؛ که جرم مولی آن ۶۱۳٫۹ g/mol می‌باشد. این ماده حاجب یددار در تصویربرداری پزشکی کاربرد دارد.این ماده برای کنتراست بهتر عروق وریدی، مجاری ادراری، طحال و مفاصل در CT-Scan کاربرد دارد و به صورت خوراکی، تزریق وریدی یا رکتال(مقعدی) تجویز می گردد.
از عوارض جانبی شایع آن، استفراغ، اسهال و قرمزی پوست می باشد. از سایر موارد نظیر خارش، مشکلات کلیوی، افت فشار خون و پاسخ های حساسیتی نیز می توان نام برد.در افرادی که حساسیت به ید دارند استفاده از این دارو توصیه نمی‌گردد. دیاتریزوئیک اسید یک عامل رادیوکنتراست یونی یددار با اسمولالیته ی بالا می باشد.
در سال 1954 توسط کشور آمریکا تایید گردیده و در لیست داروهای ضروری سازمان جهانی بهداشت قرار دارد.

## برندهای تجاری
هایپک، گاستروگرافین، لوتالمیت و اروگرافین( ترکیب با مگلومین)